# Bernardino Gatti
Bernardino Gatti detto il Sojaro (Pavia, 1495/1496 – Cremona, 22 febbraio 1576) è stato un pittore italiano.
Allievo, anche se il fatto non è documentato, del Correggio, fu attivo a Pavia, Parma e Cremona.

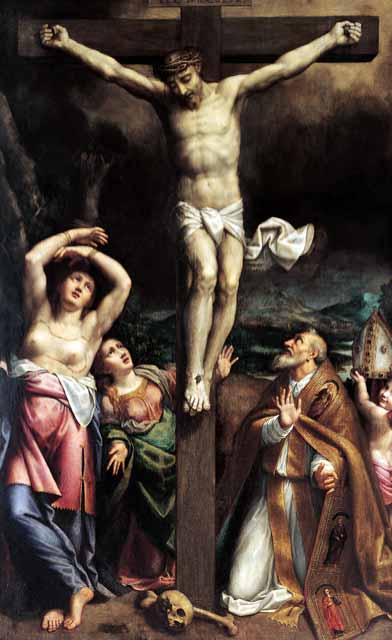
Crocifissione e Santi (Parma, Cattedrale)

## Biografia
Bernardino Gatti nacque da Rolando e Maddalena de' Grandi, il padre, di professione bottaio, porterà l'artista ad avere il soprannome derivante dalla forma dialettale dell'attività paterna. Sulla sua nascita pavese non vi è conferma ma la firma posta sugli affreschi della basilica di Santa Maria di Campagna a Piacenza papiensis ne darebbero conferma.
Oscuri sono gli anni della sua formazione; le prime opere, oltre ai citati influssi del Correggio, tradiscono anche la conoscenza delle opere cremonesi del Pordenone e delle pitture mantovane di Giulio Romano. Tutte queste componenti stilistiche appaiono evidenti già nelle opere degli esordi, come nei dipinti della controfacciata del Duomo di Cremona (1529) e la pala del Duomo di Pavia. Di seguito l'artista fu a Vigevano, come pittore di corte di Francesco II Sforza, poi nuovamente a Piacenza, dove firmò la tela con San Giorgio e il drago, gli episodi della Vita della Vergine e i quattro monumentali Evangelisti della Basilica di Santa Maria di Campagna (1543; lì e a Cremona il Sojaro aveva significativamente affiancato il Pordenone) e di seguito, tra il 1548 e il 1561, ancora a Cremona (Ascensione e Annunciazione per la chiesa di San Sigismondo e Adorazione dei pastori per la chiesa di san Pietro al Po), dove divenne il secondo maestro di Sofonisba Anguissola e delle sue sorelle (dopo Bernardino Campi).

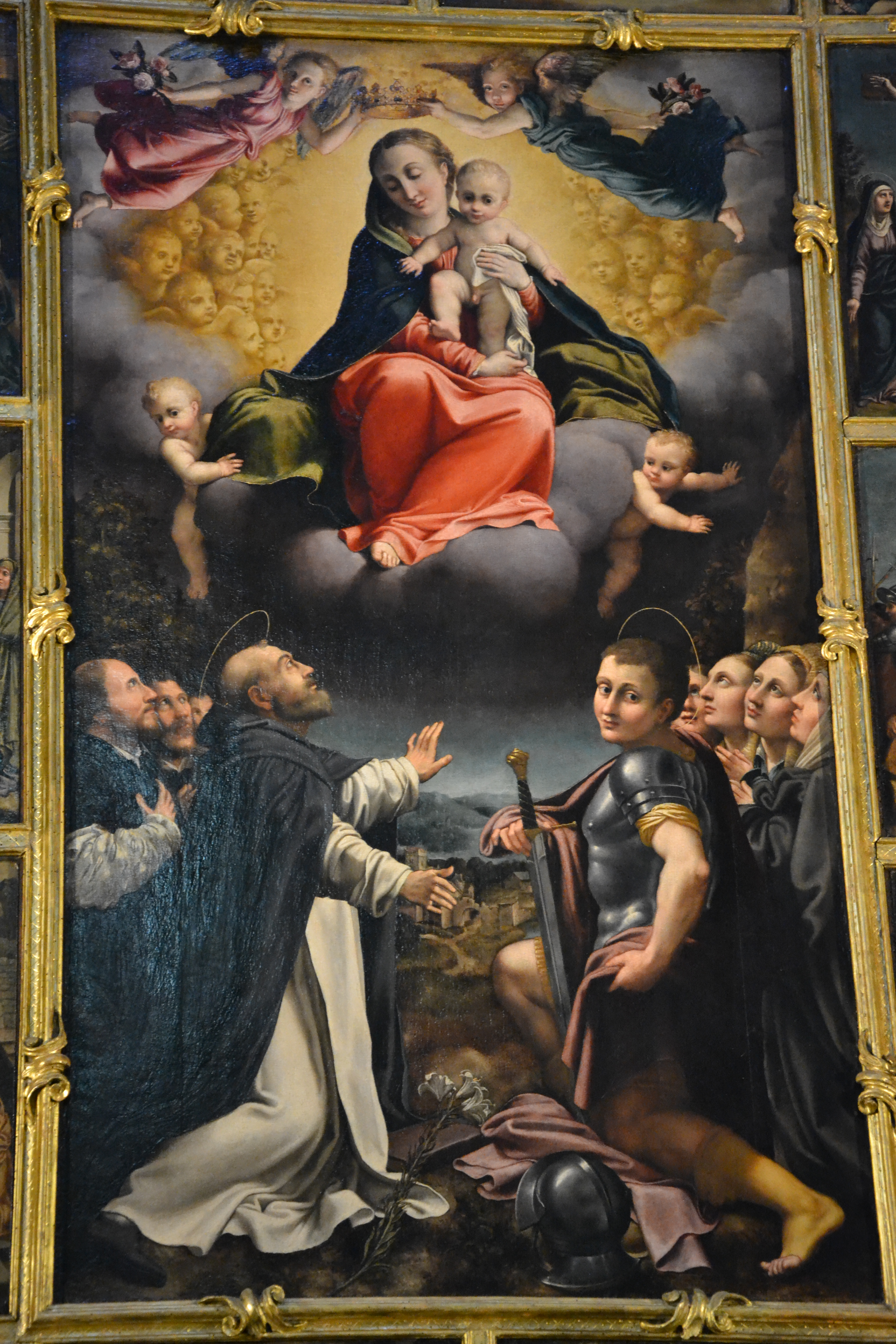
Madonna del Rosario, 1531, Duomo di Pavia

Di seguito il Sojaro ebbe modo di confrontarsi con l'opera di Correggio quando fu chiamato a Parma (dove soggiornò tra il 1561 e il 1572) per dipingere nel Duomo e per affrescare la cupola di Santa Maria della Steccata. La sua ultima opera fu la monumentale Assunzione del 1572 per il Duomo di Cremona.
Il 22 febbraio 1576 a Cremona, dopo aver dettato il suo testamento mori. La salma fu inumata nella chiesa di San Domenico. Il figlio Aurelio Gatti, dopo aver collaborato con il padre ne proseguì la carriera. A lui è assegnato il dipinto pala del Crocifisso per la chiesa di San Defendente a Romano di Lombardia, che ha molte assonanze con il dipinto del padre Crocifissione e Santi del duomo di Parma.

## Opere
- "Ultima Cena" e "Resurrezione di Cristo" (Cremona, cattedrale, 1529)
- "Madonna del Rosario" (Pavia, Cattedrale, 1531)
- "Storie della Vergine" (basilica di Santa Maria di Campagna, di Piacenza1543)
- "Crocifisso con la Maddalena, sant'Agata, san Bernardo degli Uberti e un angelo" (1566-1574, cappella di Sant'Agata del Duomo di Parma).
- "Assunzione della Vergine", 1560-1572 (Santuario di Santa Maria della Steccata, Parma).
- "Pietà" (Louvre)
- "Moltiplicazione dei pani" (Cremona, San Pietro al Po, refettorio)
- "Incoronazione della Vergine con i Santi Benedetto e Bernardo" (1572, Abbazia di Chiaravalle, Milano).
- "Assunzione, (1572; Duomo di Cremona)